# Ilda Reis
Ilda Reis ( Lisboa, 1 de enero de 1923 - Lisboa, 5 de enero de 1998) fue una artista visual portuguesa que, durante tres décadas de producción creativa, se dedicó exclusivamente al grabado. Estuvo casada, de 1944 a 1970, con el escritor José Saramago.

## Trayectoria
Reis nació el 1 de enero de 1923 en Lisboa, ciudad en la que también murió en 1998.
Su carrera artística comenzó en la Escuela de Artes Decorativas António Arroio, pero la interrumpió casi inmediatamente para centrarse en su carrera profesional como mecanógrafa de CP. En 1965. Ese año, a los 42 años, la artista “abandonó el trabajo seguro” y volvió al mundo de las artes y estudios artísticos, matriculándose en un curso de pintura y dibujo en la Sociedad Nacional de Bellas Artes .
Estudió grabado y serigrafía en Gravura – Sociedade Cooperativa de Gravadores Portugueses, por donde pasaron también Júlio Pomar, Alice Jorge, Manuela Pinheiro, Emilia Nadal y Sérgio Pombo y donde dirigió también algunos cursos.
Fue miembro del consejo de «Gravura» en 1971-72 y del Consejo Técnico en 1972-3, y becaria de la Fundación Calouste Gulbenkian en 1971-72 y 1979-80.
Los grabados de Ilda Reis están depositados en la Biblioteca Nacional, en Lisboa.

## Exposiciones individuales
2003. Retrospectiva del grabado. Galería Salgadeiras. Lisboa.
1996. Exposición de pintura. Caixa Geral de Depósitos. Cascais.
1996. Exposición de pintura. «Gravura – Sociedad Cooperativa de Grabadores portugueses». Lisboa.
1995. “Pintura habitada”. Galería Municipal Verney. Oeiras.
1994. Exposición de pintura. Galería de Funchal. Funchal.
1994. Exposición de pintura. Galería San Francisco. Lisboa.
1990. Quinta dos Arcos. Boliqueime.
1989. Mozambique.
1989. Galería Tamaris. Montreal. Canadá.
1989. Casa de la Cultura. Caldas da Rainha.
1988. "Clube do Lago". Monte Estoril.
1988. «Secretaria Regional de Turismo e Cultura». Funchal.
1988. Casa do Bocage. Setúbal.
1988. Galeria Espiral. Oeiras.
1986. Museu Tavares Proença. Castelo Branco.
1985. Galeria «Jornal de Notícias». Oporto.
1982. Galeria «Teatro Municipal Baltazar Dias». Funchal.
1973. Galeria L55. Paris. França.
1973. Galeria Espaço. Oporto.
1972. Galeria São Francisco. Lisboa.
1971. Galeria Núcleo de Arte. Mozambique.

## Exposiciones colectivas en Portugal
Entre 1966 y 1998 participó en más de 100 exposiciones colectivas.

## Exposiciones colectivas fuera de Portugal
2005 “Bairro Alto – Colectivo de 10 Artistas portugueses”. Gira de abril a septiembre, comisariada por Ana Matos. Provincia de Granada. España.
1994. Centro Internacional de Arte. Kioto. Japón. 1993. I Bienal Internacional de Grabado. Maastricht. Países Bajos.
1991-1992. Centro Internacional de Arte. Kioto. Japón.
1989. Embajada de Portugal – Centro Cultural Portugués. Praia. Cabo Verde.
1989. IV Bienal Nacional del Libro. Río de Janeiro. Brasil.
1988. Gran Premio Europeo de Artes y Letras. Niza. Francia.
1988. Exposición Didáctico-Cultural de Arte Portugués. Francia, Bélgica y Luxemburgo.
1987. Año Europeo del Medio Ambiente. Inglaterra, Francia, Israel, Austria, ex República Federal de Alemania y Portugal (Museo de Setúbal).
1984. IX Trienal de Xilografía. Suiza (Winterthur y Bulle), Italia (Génova) y Alemania (Schwetzingen)
1984. Trienal Europea de Grabado. Venecia. Italia.
1975. XI Bienal Internacional de Grabado. Liubliana. Eslovenia.
1983. III Bienal Europea de Grabado. Baden-Baden y Heidelberg.
1980. Zeigenossiche Portugiesische Grafik. Galería Bernhard. Weber-Manheim.
1978. Exposición de grabado contemporáneo. Brasilia, Río de Janeiro y São Paulo. Brasil.
1978. Grabado portugués contemporáneo. Viterbo. Italia.
1978. Grabado portugués contemporáneo. Galería Feliztias.. Mentel-Manheim.
1978. Zeitgenossiche Grafik aus Portugal. Manheimer. Abendakamie.
1978. II Mal Portugal. Galería Linde en Derendinge. Suiza.
1977. I Exposición de grabadores portugueses. Madrid. España.
1976 a 1978. Grabado Portugués Contemporáneo, organizado por la Secretaría de Estado de Cultura. Venecia, Bolonia y Roma. Italia.
1976. Lunds Konsthall Portugisiskt. Museo de los Lunes. Suecia.
1972. II Bienal Internacional de Grabado. Seúl.
1975. Grabado Portugués Contemporáneo. Centro Cultural de la Fundación Calouste Gulbenkian. París. Francia.
1975. Exposición Colectiva de Grabadores portugueses. Madrid. España.
1975. X Bienal Internacional. Tokio. Japón 1973. X Bienal Internacional de Grabado. Liubliana.
1973. Galería de Rothman. Nueva Jersey. EE. UU.
1972. XX Salón de Grabado. Museo de Arte Contemporáneo. Madrid.
1972. VI Salón de Arte Moderno. Luanda.
1972. III Bienal Internacional de Grabado. Florencia Italia.
1972. III Bienal Internacional de Grabado. Buenos Aires. Argentino
1972. Medalla de oro. III Bienal Internacional de Grabado. Florencia Italia.
1972. II Trienal Internacional de Xilografía. Capri. Italia.
1971. Grabado portugués. Sao Salvador de Bahía. Brasil.
1970 a 1975. Grabado Portugués Contemporáneo, organizado por la Fundación Calouste Gulbenkian. París. Francia.
1970. II Bienal Internacional de Grabado. Cracovia.
1970. IV Salón de Arte Moderno. Luanda.
1969. Exposición Internacional de Grabado. Catania.
1968. II Bienal Internacional de Grabado. Pescia.

## Premios
1994. Premio Edición. IV Bienal de Grabado de Amadora. Amadora.
1990. Mención honorífica. IV Muestra de Pequeño Formato, Viragem. Cascais.
1988. Premio Yugoslavia. Gran Premio Europeo de las Artes y las Letras. Agradable. Francia.
1987. 1er Premio. I Bienal de Arte. Grupo Dramático Povoense.
1987. Mención honorífica. Año Europeo del Medio Ambiente. Museo de Setúbal. Setúbal.
1984. Premio Edición. 1ª Muestra de Arte – Banco Fomento Nacional. Lisboa.
1981. Premio Edición. III Salón Nacional de Grabado. Lisboa.
1972. Medalla de oro. III Bienal Internacional de Grabado. florencia Italia.
1972. Medalla de bronce. II Trienal Internacional de Xilografía. Carpi. Italia.
1971. Medalla de plata. XVII Salón de Otoño. Patronato de Turismo de la Costa del Sol. Estoril.
1971. Medalla de plata. XVI Salón de la Primavera. Patronato de Turismo de la Costa del Sol. Estoril.
1970. Medalla de plata. XVI Salón de la Primavera. Patronato de Turismo de la Costa del Sol. Estoril.
1970. Medalla de plata. VIII Salón de Arte Moderno. Patronato de Turismo de la Costa del Sol. Estoril.
1967. Mención honorífica. Círculo de Artes Plásticas. Coímbra.

## Ediciones
Publicada varias veces por «Gravura – Sociedade Cooperativa de Gravadores Portugueses», Lisboa.
Editada por Galeria Triângulo 48, Algés.
Editada por Galeria Espiral, Oeiras.
Editada por el Centro Português de Serigrafia, Lisboa.